# Rameau palmaire profond de l'artère ulnaire
Le rameau palmaire profond de l'artère ulnaire est une artère du poignet.

## Origine
Le rameau palmaire profond de l'artère ulnaire est une branche terminale de l'artère ulnaire.

## Trajet
Le rameau palmaire profond de l'artère ulnaire passe entre le muscle abducteur du petit doigt de la main et le muscle court fléchisseur de petit doigt et croise l'origine du muscle opposant du petit doigt de la main
Il s'anastomose avec l'artère radiale pour former l'arcade palmaire profonde.